# Iltisia
Iltisia là một chi thực vật có hoa trong họ Cúc (Asteraceae).

## Loài
Chi Iltisia gồm các loài:

- Iltisia echandiensis R.M.King & H.Rob. - Panamá, Costa Rica
- Iltisia repens S.F.Blake - Costa Rica